# Almirante Miguel Grau (Huancabamba)
Almirante Miguel Grau es un caserío peruano ubicado en el distrito de Canchaque, perteneciente a la provincia de Huancabamba del departamento de Piura, al norte del Perú. 

## Ubicación
Almirante Miguel Grau se ubica al oeste de la provincia de Huancabamba, en el distrito de Canchaque, en el departamento de Piura.

## Demografía
En 2017 Almirante Miguel Grau tenía una población de 58 habitantes.
| Gráfica de evolución demográfica de Almirante Miguel Grau entre 1993 y 2017 |
|                                                                             |
| Fuentes: Población 1993 y 2017                                              |